# Ophiostoma spinosum
Ophiostoma spinosum är en svampart som beskrevs av P.F. Cannon 1997. Ophiostoma spinosum ingår i släktet Ophiostoma och familjen Ophiostomataceae.   Inga underarter finns listade i Catalogue of Life.